# Západní kšatrapové
Západní kšatrapové či Západní satrapové byli mezi lety 35–405 šakští vládci západní a střední části Indie (v oblasti Málvy a Šaurástry; na území dnešního Gudžarátu, jižního Sindhu, Maháráštry, Rádžasthánu a Madhjapradéše). Západní kšatrapové zde byli  nástupci Indo-Skythů, současníky Kušánů vládnoucích na severu Indického subkontinentu a Sataváhanovů, kteří ovládali jižnější část poloostrova.
Přídomek „západní“ se ke jménu kšatrapů přidává pro kontrastní rozlišení „severních“ Indo-Skythských vládců, kteří ovládali oblast kolem Mathury. Sami Západní kšatrapové se na svých mincích označují jako „satrapové“, Ptolemaios je však ve svém spise Geographia označuje za Indo-Skythy.